# Sciades insularis
Sciades insularis är en skalbaggsart som först beskrevs av Fisher 1934.  Sciades insularis ingår i släktet Sciades och familjen långhorningar. Inga underarter finns listade i Catalogue of Life.